# Giusvalla
Dego (en ligur Giüsvalla, Giüsvala o Giüšvalla, en piamontès Giusvâla) és un comune italià, situat a la regió de la Ligúria i a la província de Savona. El 2015 tenia 441 habitants.

## Geografia
Té una superfície de 19,7 km². Limita amb Cairo Montenotte, Dego, Mioglia, Pareto, Pontinvrea i Spigno Monferrato.

## Evolució demogràfica
| Gràfica d'evolució de Giusvalla entre 1861 i 2011 |
|                                                   |
| Font: ISTAT                                       |